# Србик, Генрих фон
Генрих фон Србик (нем. Heinrich von Srbik; 10 ноября 1878, Вена — 16 февраля 1951, Эрвальд) — австрийский историк, педагог, политический и государственный деятель.

## Биография
Сын юриста. Окончил Терезианум и Венский университет.
С 1912 года — профессор Грацкого университета, в 1922—1945 годах — Венского университета.
Был связан с пангерманскими кругами, а затем с нацистами. Член НСДАП.
В 1929—1930 годах занимал пост министра просвещения. В 1936 году участвовал в подготовке австро-германского соглашения, поставившего Австрию в полную зависимость от нацистской Германии. В 1938 году приветствовал аншлюс и был назначен гитлеровцами президентом Венской Академии наук и ректором Венского университета.
Центральная тема работ Србика — попытка обосновать историческую необходимость создания «общегерманского рейха», охватывающего всю Центральную Европу и доминирующего на континенте «Немецкое единство. Идеи и действительность от Священной Империи до Кёниггреца» (нем. Deutsche Einheit. Idee und Wirklichkeit vom Heiligen Reich bis Königgrätz, Bd. 1-4, Münch., 1935-42), «Австрия в немецкой истории» (нем. Österreich in der deutschen Geschichte, Münch., 1936)). В книге «Государственный деятель и человек» (нем. Metternich. Der Staatsmann und der Mensch, Bd. 1-2, Münch., 1925; 2 Aufl., Münch., 1957; Bd. 3, Münch., 1954), положившей начало возвеличиванию австрийского канцлера Меттерниха в буржуазной историографии, восхвалял «систему равновесия», созданную им в Европе, но вынужден был признать, что эта система не смогла устоять под натиском революционных сил. Красной нитью через все его работы проходит ненависть к марксизму, пытаясь опровергнуть который, он прибегает к различным фальсификациям и передёргиваниям.

## Избранные труды
- Wallensteins Ende, W., 1920;
- Das österreichische Kaisertum und das Ende des Heiligen Römischen Reiches 1804-1806, В., 1927;
- Die auswärtige Politik Preußens 1858-1871, Bd 1-12, Münch., 1933-34;
- Quellen zur deutschen Politik Österreichs 1859-1866, Bd 1-5, Münch., 1934-38;
- Österreich. Erbe und Sendung im deutschen Raum. Hrsg. H. Srbik, Salzburg-Lpz., 1936;
- Geist und Geschichte, vom deutschen Humanismus bis zur Gegenwart, Bd 1-2, Münch.-Salzburg, 1950-51;
- Aus Österreichs Vergangenheit Von Prinz Eugen zu Franz Joseph, Salzburg, 1949.